# Bernd Redmann
Bernd Redmann (* 11. Mai 1965 in Bamberg) ist ein deutscher Komponist, Musiktheoretiker, Musikwissenschaftler und Hochschullehrer.

## Werdegang

### Ausbildung
Im Jahr 1968 zog seine Familie nach Bodenmais, wo Redmann seine ersten musikalischen Schritte am Klavier und am Tenorhorn, später an der Posaune, unternahm. Seine musikalische Neigung wurde am musischen St.-Gotthard-Gymnasium (Niederalteich) gefördert, wo auch seine ersten Kompositionen aufgeführt wurden. Nach dem Abitur (1984) absolvierte Redmann seinen Wehrdienst beim Heeresmusikkorps IV in Regensburg und studierte anschließend Schulmusik, Komposition (Dieter Acker) und Musiktheorie an der Hochschule für Musik und Theater München. Parallel dazu schrieb er sich in Musikwissenschaft an der Ludwig-Maximilians-Universität München ein. Einem Aufenthalt an der Hochschule für Musik und Darstellende Kunst Mannheim (u. a. bei Peter Michael Braun) folgte im Jahr 1992 die Aufnahme eines musikwissenschaftlichen Promotionsstudiums an der Universität Mozarteum Salzburg. 1998 wurde er mit einer von Gernot Gruber betreuten, der Lehre Heinrich Schenkers gewidmeten und 2002 unter dem Titel Entwurf einer Theorie und Methodologie der Musikanalyse veröffentlichten Dissertation promoviert. Als Stipendiat des Bayerischen Kultusministeriums absolvierte er 1997 einen Studienaufenthalt an der Cité Internationale des Arts Paris.

### Lehrtätigkeit und hochschulpolitische Ämter
Ab 1993 nahm er einen Lehrauftrag an der Musikhochschule München wahr, zunächst für Gesangsbegleitung und ab 1995 auch für Musiktheorie. 1998/99 lehrte Redmann an der Universität Mozarteum Salzburg und an der Hochschule für Musik Köln. 1999 bis 2005 war er Professor für Tonsatz und Improvisation an der Hochschule für Musik Köln, seit 2005 ist er Professor für Musiktheorie und Gehörbildung an der Hochschule für Musik und Theater München. 2004 bis 2005 war Redmann Vorstandsmitglied der Gesellschaft für Musiktheorie (GMTH). 2011 wurde er Vizepräsident der Hochschule für Musik und Theater München, von 2014 bis September 2022 war er deren Präsident. 2018 war er Mitglied der Jury des ersten Wolf Durmashkin Composition Awards, mit dem sich die Hochschule für Musik und Theater München aktiv in der Erinnerungskultur engagiert hat.
Bernd Redmann wurde am 5. Juli 2023 vom Senat der Musikhochschule Lübeck zum neuen Präsidenten gewählt. Er nahm sein Amt zum Wintersemester 2023/24 auf.

## Werk

### Komposition
Bernd Redmanns Werk umfasst Solostücke (z. B. Geblendete Schatten für Klavier, Incontro für Flöte, Metro für Viola), Kammermusik (z. B. Goldrush – Moneyrush, Verstrickung, five little obsessions), Ensemblewerke (z. B. Scenario, evocación) sowie Solokonzerte (z. B. ein Trompetenkonzert, Secret doors für 2 Fagotte und Orchester, Fliehende Landschaft für Viola und großes Ensemble) und Orchesterwerke (z. B. Fiasko, 3 Pictures, Chimäre, Skandal). Seine Kompositionen O und L'usine imaginaire sind Raumkompositionen für große Ensembles. Ebenfalls von ihm stammt das Musiktheater Die Gehetzten, das 2010 am Theater Bremen uraufgeführt wurde.

### Veröffentlichungen seiner Werke
Redmanns Werk Fiasko für großes Orchester wurde ebenso auf einer CD veröffentlicht wie seine 9 Nachklänge für Viola. Von vielen anderen Stücken wurden Rundfunkaufnahmen gemacht. Neben seiner 2002 publizierten Dissertation veröffentlichte Bernd Redmann Aufsätze sowie Artikel zu Beethoven, Schubert, Brahms, Schenker, Riemann, zur Salzburger Musikgeschichte, zur Improvisation, Funktionstheorie, Instrumentation und zum Schulpraktischen Klavierspiel.

## Auszeichnungen
Redmanns Werke wurden mit zahlreichen Preisen ausgezeichnet; so erhielt er im Jahr 2004 den 2. Preis beim Internationalen Wettbewerb der Gläsernen Manufaktur von VW in Dresden für sein Stück L'usine imaginaire.